# Johannes Schreiber (Theologe)
Johannes Schreiber (* 11. Dezember 1927 in Gahlen; † 28. April 2016 in Bochum) war ein deutscher evangelischer Theologe und Autor.
Schreiber besuchte die Schule in Lintorf und Ratingen. Er studierte von 1947 bis 1952 evangelische Theologie an der Kirchlichen Hochschule Wuppertal und an den Universitäten Tübingen und Bonn. Von 1957 bis 1963 war er Studienrat und Pfarrer in Bayreuth. Mit einer Studie über den Kreuzigungsbericht des Markusevangeliums promovierte er 1960 an der Universität Bonn zum Dr. theol. Von 1966 bis 1994 war er Professor für Praktische Theologie an der Universität Bochum. Einer seiner Forschungsschwerpunkte war die historisch-kritische Exegese des Neuen Testaments.

## Schriften (Auswahl)
- Theologische Erkenntnis und unterrichtlicher Vollzug. Dargestellt am Beispiel des Markusevangeliums. Furche, Hamburg 1966.
- Theologie des Vertrauens. Eine redaktionsgeschichtliche Untersuchung des Markusevangeliums. Furche, Hamburg 1967.
- Der Kreuzigungsbericht des Markusevangeliums Mk 15,20b–41. Eine traditionsgeschichtliche und methodenkritische Untersuchung nach William Wrede. Berlin 1986
- Die Markuspassion. Eine redaktionsgeschichtliche Untersuchung. Furche, Hamburg 1969; 2. Auflage de Gruyter, Berlin 1993.